# Occidentalia
Occidentalia és un gènere monotípic d'arnes de la família Crambidae descrit per Harrison Gray Dyar Jr. i Carl Heinrich el 1927. Conté només una espècie, Occidentalia comptulatalis, descrita per George Duryea Hulst el 1886. Es troba a Amèrica del Nord, on ha estat registrada a Alberta, Indiana, Maine, Manitoba, Minnesota, Nova York, Ontario, Quebec i Saskatchewan.
L'envergadura de les seves ales és de 23-26 mm. Les larves s'alimenten de Scirpus acutus, Scirpus americanus i Scirpus validus.